# Sylvain Neuvel

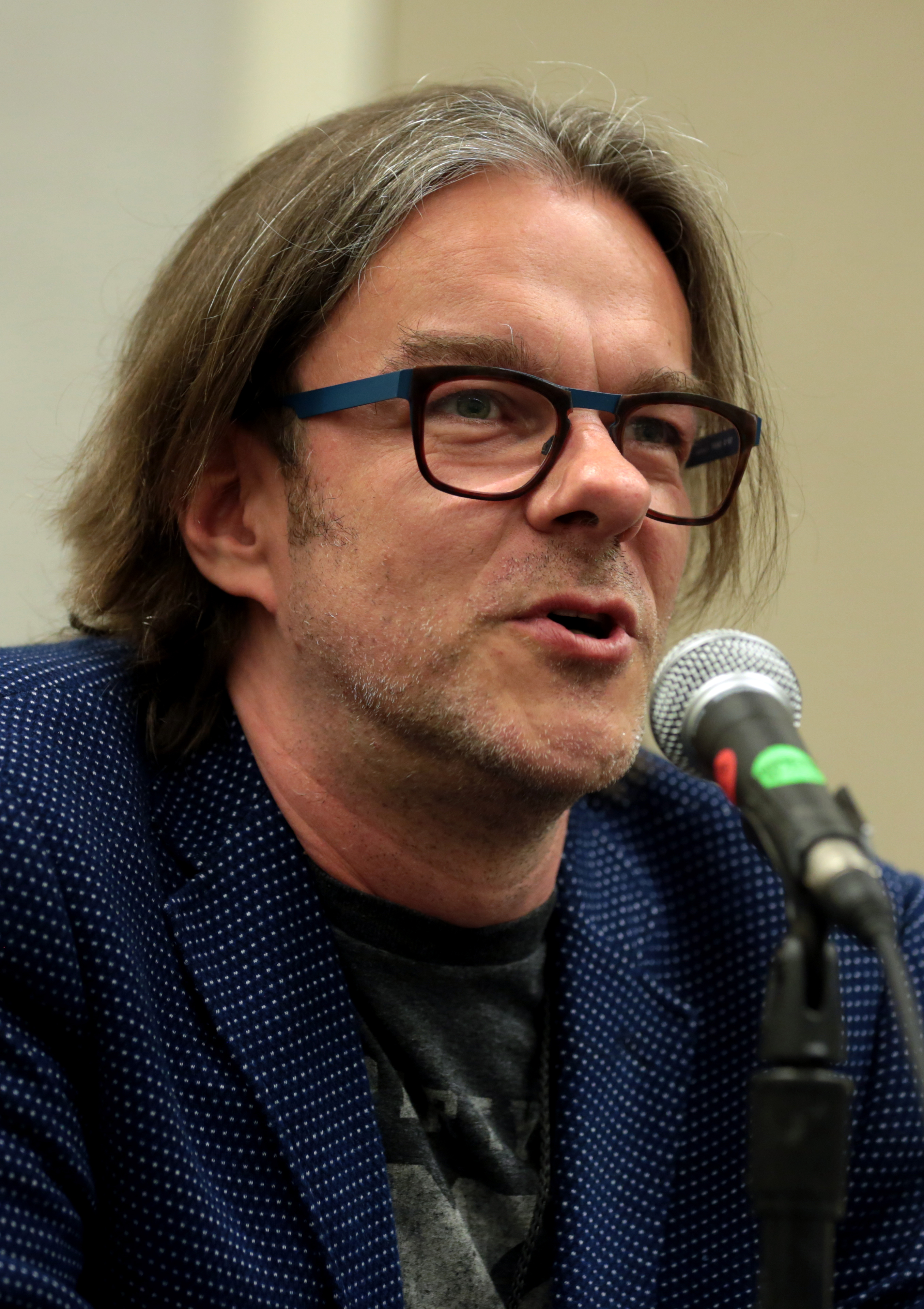
Sylvain Neuvel beim Phoenix Comic Fest 2018

Sylvain Neuvel (* 1973 in Québec, Québec) ist ein kanadischer Science-Fiction-Autor.

## Leben
Sylvain Neuvel wuchs in L’Ancienne-Lorette auf. Er hat einen Bachelor of Arts von der Universität Montreal und promovierte in Linguistik an der University of Chicago.
Sein erster Roman, Sleeping Giants, wurde von 50 Literaturagenten abgelehnt. Nach einer sehr positiven Rezension eines Rohentwurfs des Romans auf Kirkus Reviews fand sich ein Verlag. Inzwischen wurde der Roman, der 2016 erschien und Roboter zum Thema hat, in mehr als 20 Sprachen übersetzt und die Filmrechte wurden von Sony gekauft. Sleeping Giants gewann 2018 den japanischen Seiun-Preis in der Kategorie „Bester fremdsprachiger Roman“.

## Werke
The Themis Files
- Sleeping Giants. Michael Joseph (Penguin), London 2016, ISBN 978-0-7181-8168-0.

Deutsch: Giants: Sie sind erwacht. Übersetzt von Marcel Häußler. Heyne, München 2016, ISBN 978-3-453-31690-4.
- Waking Gods. Del Rey, New York 2017, ISBN 978-1-101-88672-4.

Deutsch: Giants: Zorn der Götter. Übersetzt von Marcel Häußler. Heyne, München 2017, ISBN 978-3-453-53480-3.
- Only Human. Del Rey, New York 2018, ISBN 978-0-399-18011-8.

Deutsch: Giants: Die letzte Schlacht. Übersetzt von Marcel Häußler. Heyne, München 2018, ISBN 978-3-453-31966-0.
Take Them to the Stars
- A History of What Comes Next. Tor, New York 2021, ISBN 978-1-250-26206-6.
- Until the Last of Me. Michael Joseph (Penguin), London 2022, ISBN 978-0-241-44514-3.
- For the First Time, Again. Tor, New York 2023, ISBN 978-1-250-26257-8.

Einzelveröffentlichungen
- The Test. Tor, New York 2019, ISBN 978-1-250-31283-9.